# Politikåret 1814

## Händelser
- 4 mars - Personalunionen Danmark-Norge upplöses.[1]
- 17 maj - Norges konstitution antas i Eidsvoll i Norge.[2]
- 19 maj - Frederik Gottschalk von Haxthausen tillträder som Norges första så kallade förstestatsråd.[1]
- 20 augusti - Marcus Gjøe Rosenkrantz efterträder Frederik Gottschalk von Haxthausen som Norges förstestatsråd.[1]
- 19 september - Personalunionen Sverige-Norge upprättas.[1]

### Fotnoter
1. 1 2 3 4  ”Norway” (på engelska). World Statesmen. http://www.worldstatesmen.org/Norway.htm. Läst 30 juli 2015.
2. ↑  ”Norway Index” (på engelska). Verfassungsrecht. http://www.servat.unibe.ch/icl/no__indx.html. Läst 1 augusti 2015.